# East Sepik Province
East Sepik (deutsch Ost-Sepik) ist der Name einer der 21 Provinzen von Papua-Neuguinea. Es ist etwa 42.800 km² groß und zählt rund 450.530 Einwohner. Hauptstadt ist Wewak mit 37.825 Einwohnern im Jahr 2011. Die Nachbarprovinzen von East Sepik sind Madang im Osten, Enga im Süden, Hela im Südwesten und Sandaun im Westen.
East Sepik ist nach dem größten Strom des Landes, dem Sepik benannt. Der Unter- und Mittellauf des Flusses gilt als sehr reizvoll und ist einer der von Touristen am meisten besuchten Teile des Landes. Vor der Mündung des Sepiks nahe der Ostküste Neuguineas liegt die kleine Inselgruppe der Le-Maire-Inseln.
East Sepik bildete bis 1968 mit West Sepik zusammen eine Provinz. Danach wurden die Grenzen zwischen den zwei Sepik-Provinzen mehrere Male geändert. Heute ragt East Sepik keilförmig nach West Sepik hinein, damit das Flussgebiet möglichst in einer Provinz verläuft. West Sepik heißt heute Sandaun und ist mit seiner schroffen Küste im Gegensatz zu East Sepik vom Tourismus fast unberührt.
Die Küste von East Sepik besteht im Osten aus seinen Lauf stark veränderndem Schwemmland. Weiter im Westen ist die Küste von steil ansteigendem Bergland geprägt und ohne natürliche Häfen. Das wenige fruchtbare Land wird intensiv für den Kaffeeanbau genutzt.
Die zentrale Bedeutung in East Sepik hat zweifellos der Fluss, der seit vielen Jahrhunderten Haupt-Handelsweg ist. Die Stämme entlang des Flusses haben eine künstlerische Kreativität entwickelt, die in ganz Melanesien als beispiellos gilt. Der deutsche Forscher Otto Finsch befuhr 1885 als erster Europäer den Sepik und nannte ihn nach der Gattin des damaligen deutschen Kaisers Wilhelm I. Kaiserin-Augusta-Fluss.

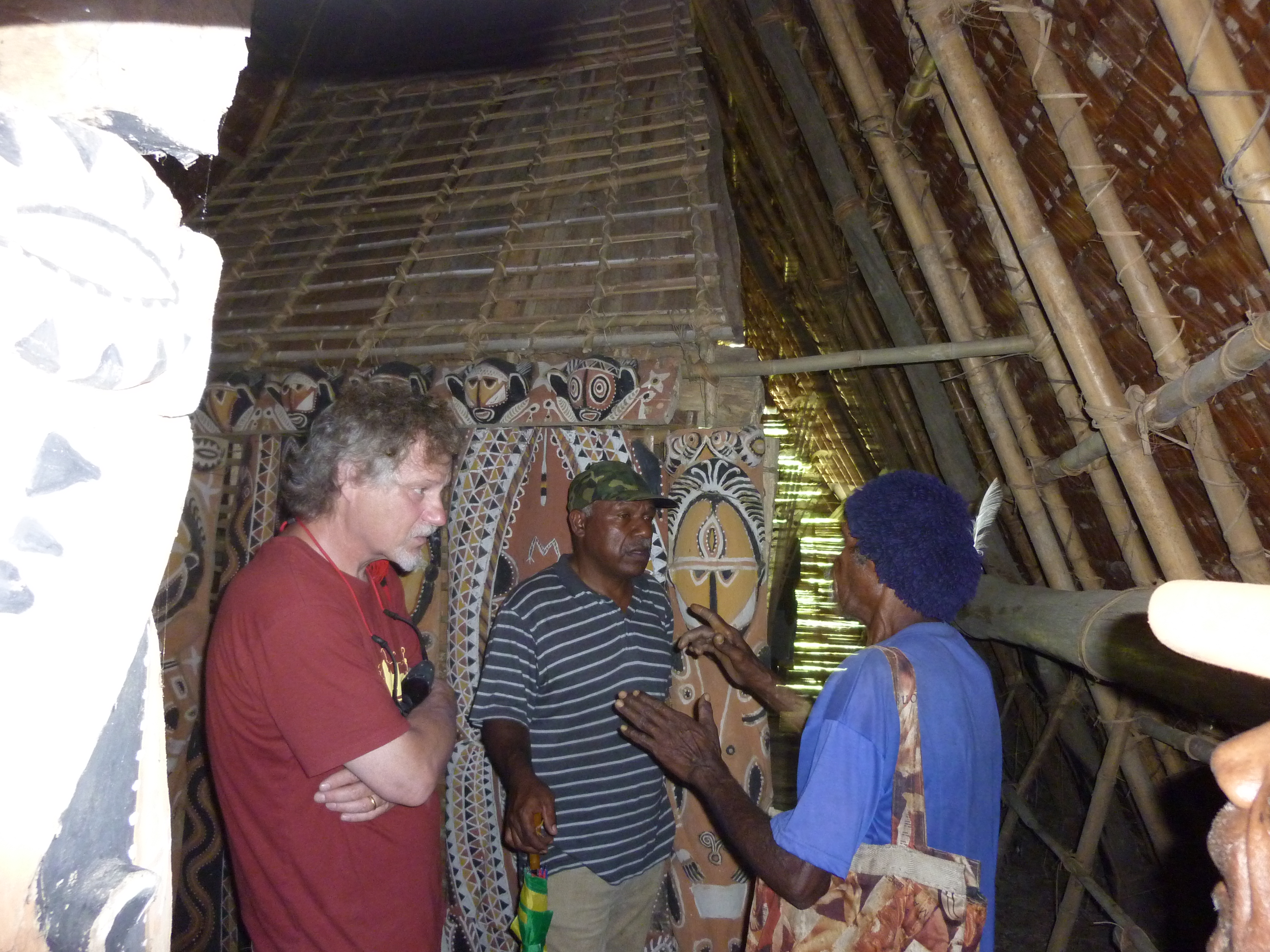
Ost-Sepikgebiet, Maprik Distrikt, Ingo Kühl, Tomulopa Deko und indigene Männer (von links nach rechts) in einem Haus Tambaran, Apangai, 2012

Im Jahr 2010 reiste der Maler Ingo Kühl in Begleitung des indigenen Künstlers Tomulopa Deko von Goroka über Madang und Wewak in die Maprik-Region. Seine Erfahrungen beschrieb er in einem Bildband.
2012 wiederholte er diese Expedition zusammen mit seiner Frau und Tomulopa Deko, wo sie mehrere Häuser Tambaran besuchten, bevor sie Pagwi erreichten und mit einem Kanu auf dem Sepik weiter flussaufwärts fuhren.

## Bevölkerung

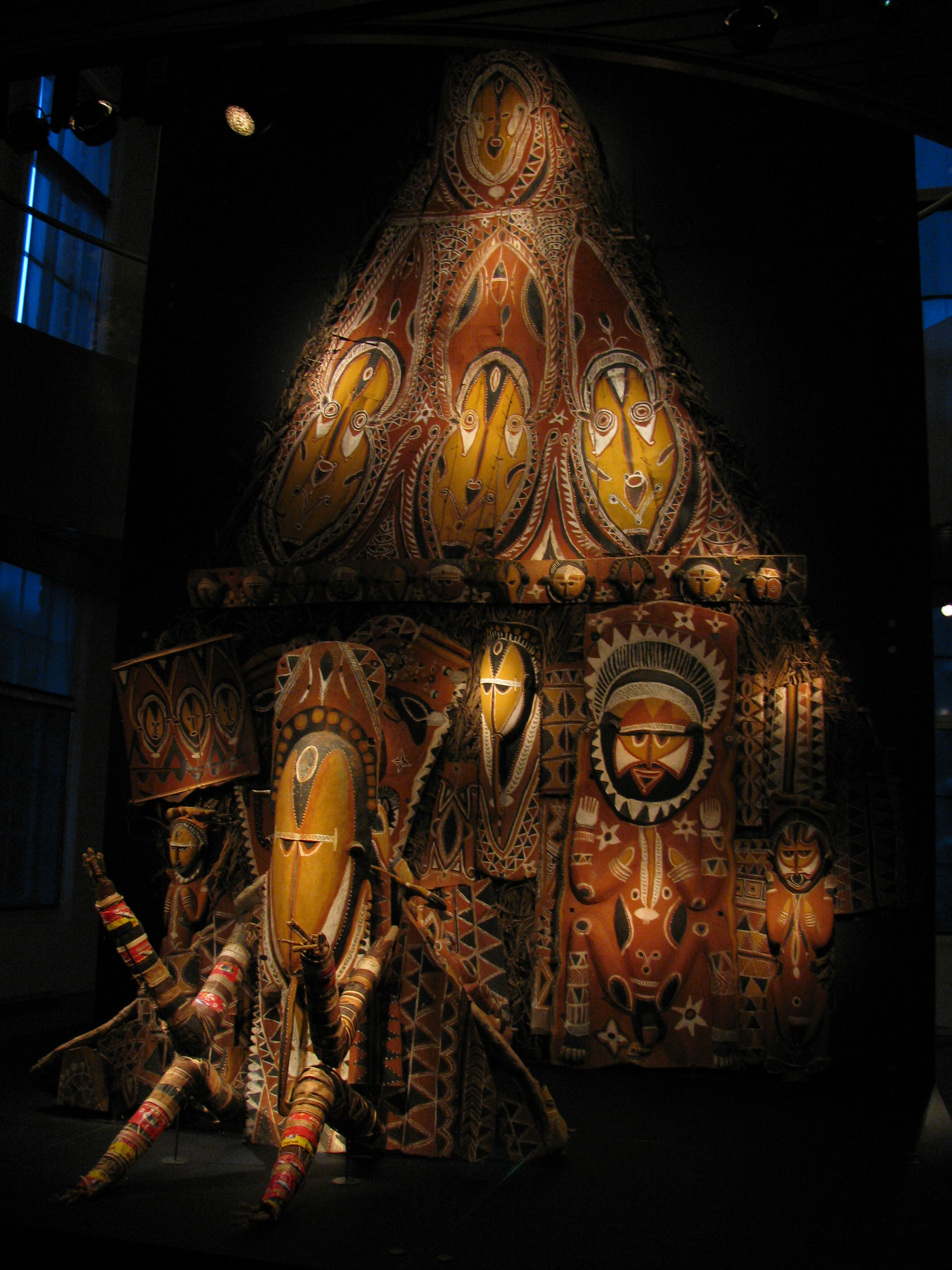
Spezieller Initiationsort für Männer in einem Zeremonienhaus, Apangai, Papua-Neuguinea (1984); vorne der mythische Clangründer Tappoka, dahinter weibliche Dschungelgeister, Clanahnen und mythische Ahnen wie der, der den Menschen die Yamsknolle brachte

Zu den bekannteren Völkern der Provinz East Sepik gehören die Arapesh und die Mundugumor; über beide veröffentlichte die amerikanische Ethnologin Margaret Mead in den 1930er Jahren eine vergleichende Studie zum Thema Aggression (siehe dazu die Mead-Freeman-Kontroverse). 
Die Arapesh tauschen nach einem festen Ritual mit den benachbarten Abelam, die einen Yamswurzel-Kult pflegen. Die Yatmul gelten als die Kreativen der Gegend. Das kleine Volk der friedlichen Washkuk lebt im Bergland südlich des Flusses.
In der Provinz werden 90 lokale Sprachen gesprochen, von denen ein Teil zur Torricelli-Sprachfamilie gehört; rund 30.000 Einwohner sprechen Arapesh-Sprachen.

## Wirtschaft
Die Provinz East Sepik ist wirtschaftlich relativ unterentwickelt. Neben dem Fischfang spielt die Landwirtschaft eine Rolle. Angebaut werden Sago, Taro, Yams, Kaffee, Kakao, Kokos und Betelnuss. Darüber hinaus ist das Kunstgewerbe (Holzschnitzerei, Keramik, Korbflechten) von Bedeutung, dessen Produkte an Touristen verkauft werden.

## Distrikte und LLGs
Die Provinz East Sepik ist in sechs Distrikte unterteilt. Jeder Distrikt besteht aus einem oder mehreren „Gebieten auf lokaler  Verwaltungsebene“, Local Level Government (LLG) Areas, die in Rural (ländliche) oder Urban (städtische) LLGs unterschieden werden.
| Distrikt                   | Verwaltungszentrum | Bezeichnung der LLG-Gebiete  |
| -------------------------- | ------------------ | ---------------------------- |
| Ambunti-Dreikikir Distrikt | Ambunti            | Ambunti Rural                |
| Ambunti-Dreikikir Distrikt | Ambunti            | Tunap-Hunstein Range Rural   |
| Ambunti-Dreikikir Distrikt | Ambunti            | Gawanga Rural                |
| Ambunti-Dreikikir Distrikt | Ambunti            | Dreikikir Rural              |
| Angoram Distrikt           | Angoram            | Angoram-Middle Sepik Rural   |
| Angoram Distrikt           | Angoram            | Keram Rural                  |
| Angoram Distrikt           | Angoram            | Karawari Rural               |
| Angoram Distrikt           | Angoram            | Marienberg-Lower Sepik Rural |
| Angoram Distrikt           | Angoram            | Yuat Rural                   |
| Maprik Distrikt            | Maprik             | Albiges Mamblep Rural        |
| Maprik Distrikt            | Maprik             | Bumbuita Muhiang Rural       |
| Maprik Distrikt            | Maprik             | Maprik Wora Rural            |
| Maprik Distrikt            | Maprik             | Yamil Tamaui Rural           |
| Wewak Distrikt             | Wewak              | Boikin Dagua Rural           |
| Wewak Distrikt             | Wewak              | Turubu Rural                 |
| Wewak Distrikt             | Wewak              | Wewak Islands Rural          |
| Wewak Distrikt             | Wewak              | Wewak Rural                  |
| Wewak Distrikt             | Wewak              | Wewak Urban                  |
| Wosera-Gawi Distrikt       | Wosera             | Burui-Kunai Rural            |
| Wosera-Gawi Distrikt       | Wosera             | Gawi Rural                   |
| Wosera-Gawi Distrikt       | Wosera             | North Wosera Rural           |
| Wosera-Gawi Distrikt       | Wosera             | South Wosera Rural           |
| Yangoru-Saussia Distrikt   | Yangoru            | East Yangoru Rural           |
| Yangoru-Saussia Distrikt   | Yangoru            | Numbo Rural                  |
| Yangoru-Saussia Distrikt   | Yangoru            | Sausso Rural                 |
| Yangoru-Saussia Distrikt   | Yangoru            | West Yangoru Rural           |